# Teruel (tartomány)
Teruel (aragónul és spanyolul: Provincia de Teruel)egy tartomány Spanyolországban, Aragónia autonóm közösségben.